# 李昌民
李昌民（韓語：이창민），韓國電視劇導演。

## 作品列表

### 電視劇
- 2010年：SBS《Giant》
- 2011年：SBS《Midas》
- 2011年：SBS《太陽的新娘》
- 2012年：SBS《我的愛蝴蝶夫人》
- 2014年：SBS《美女的誕生》
- 2015年：SBS《Remember－兒子的戰爭》
- 2017年：JTBC《Man to Man》
- 2018年：JTBC《加油吧威基基》
- 2019年：JTBC《加油吧威基基2》
- 2021年：JTBC《月刊家》
- 2023年：JTBC《代理公司》
- 2025年：Netflix《CA$HERO》

### 助理導演作品
- 2005年：SBS《綠薔薇》
- 2008年：SBS《水瓶座》
- 2008年：SBS《明星的戀人》
- 2009年：SBS《愛你千萬次》

## 外部連結
- NAVER （页面存档备份，存于）